# Variabel netwatje
Het variabel netwatje (Arcyria affinis) is een slijmzwam uit de familie Trichiidae. Het groeit in groepjes en leeft saprotroof op hout.

## Kenmerken

### Uiterlijke kenmerken
De sporangia staan dicht naast elkaar of zelfs soms verstrengeld. Ze hebben een korte steel en zijn 2,0 tot 3,5 mm hoog. De kleur is wijnrood, donkerroodbruin of roodbruin. Het hypothallus is kleurloos, onopvallend en glanzend. De steel is donker gekleurd en heeft een lengte tot 1 mm. Het bevat aan de voet cystidia met een lengte van 14 micrometer.
Het plasmodium is wit.

### Microscopische kenmerken
De sporen zijn bijna kleurloos, fijnstekelig of fijnwrattig en meten 7 tot 8 (-9) micrometer. Ook zijn veelal enkele grotere wratjes aanwezig. Het capillitiumnet is wijdmazig, elastisch in de lengterichting. De buizen zijn 3,5 tot 9 micrometer in diameter en voorzien van wratten, stekels, ringen en halve ringen. Vaak bevat het richeltjes die zich in een netwerk verbinden.

## Verspreiding
Het variabel netwatje komt voor in Europa en Noord-Amerika, maar er zijn ook enkele waarnemingen bekend uit Azië (Rusland, Japan, India, Sri Lanka), Centraal-Amerika (Mexico), Zuid-Amerika (Ecuador, Chili), Afrika (Congo, Rwanda) en Oceanië (Australië, Nieuw-Zeeland). Het komt in Nederland matig algemeen voor.